# Synagoga v Hlučíně
Synagoga v Hlučíně byla židovská modlitebna ve městě Hlučín v okrese Opava v Moravskoslezském kraji. 

## Historie
Vystavěna a vysvěcena byla v letech 1842 až 1843, zbudována byla v klasicistním slohu. Zdejší židovské obci sloužila až do konce první světové války a následného vzniku Československa, po kterém se zdejší obec razantně zmenšila. Roku 1927 budovu koupil soukromník a roku 1931 byla přestavěna pro užívání k hospodářským účelům.